# Estação Avenida de América
Avenida de América é uma estação da Linha 4, Linha 6, Linha 7 e Linha 9 do Metro de Madrid (Espanha).